# Dury (Pas-de-Calais)
Pour les articles homonymes, voir Dury.
Dury est une commune française située dans le département du Pas-de-Calais en région Hauts-de-France. Ses habitants sont appelés les Duriens.
La commune fait partie de la communauté de communes Osartis Marquion qui regroupe 49 communes et compte 42 651 habitants en 2021.

## Géographie

### Localisation
Localisée dans le sud-est du département du Pas-de-Calais et limitrophe du département du Nord, Dury est une commune située, à vol d'oiseau, à 10 km au sud de la commune de Brebières et à égale distance (17 km) au sud-ouest de la commune d’Arras (chef-lieu d'arrondissement et préfecture du Pas-de-Calais) et au nord-ouest de la commune de Douai.
Le territoire de la commune est limitrophe de ceux de sept communes, dont une, Lécluse, dans le département du Nord.
Les communes limitrophes sont  Haucourt, Lécluse, Récourt, Saudemont, Villers-lès-Cagnicourt, Étaing et Éterpigny.

### Géologie et relief
La superficie de la commune est de 5,31 km2 ; son altitude varie de 52  à   77 m.

### Paysages
Pour un article plus général, voir Paysage en France.
La commune est située dans le paysage régional des grands plateaux artésiens et cambrésiens tel que défini dans l'atlas des paysages de la région Nord-Pas-de-Calais, conçu par la direction régionale de l'Environnement, de l'Aménagement et du Logement (DREAL),. Ce paysage régional, qui concerne 238 communes, est dominé par les « grandes cultures » de céréales et de betteraves industrielles qui représentent 70 % de la surface agricole utilisée (SAU).

### Hydrographie
La commune est située dans le bassin Artois-Picardie. Elle n'est drainée par aucun cours d'eau,.

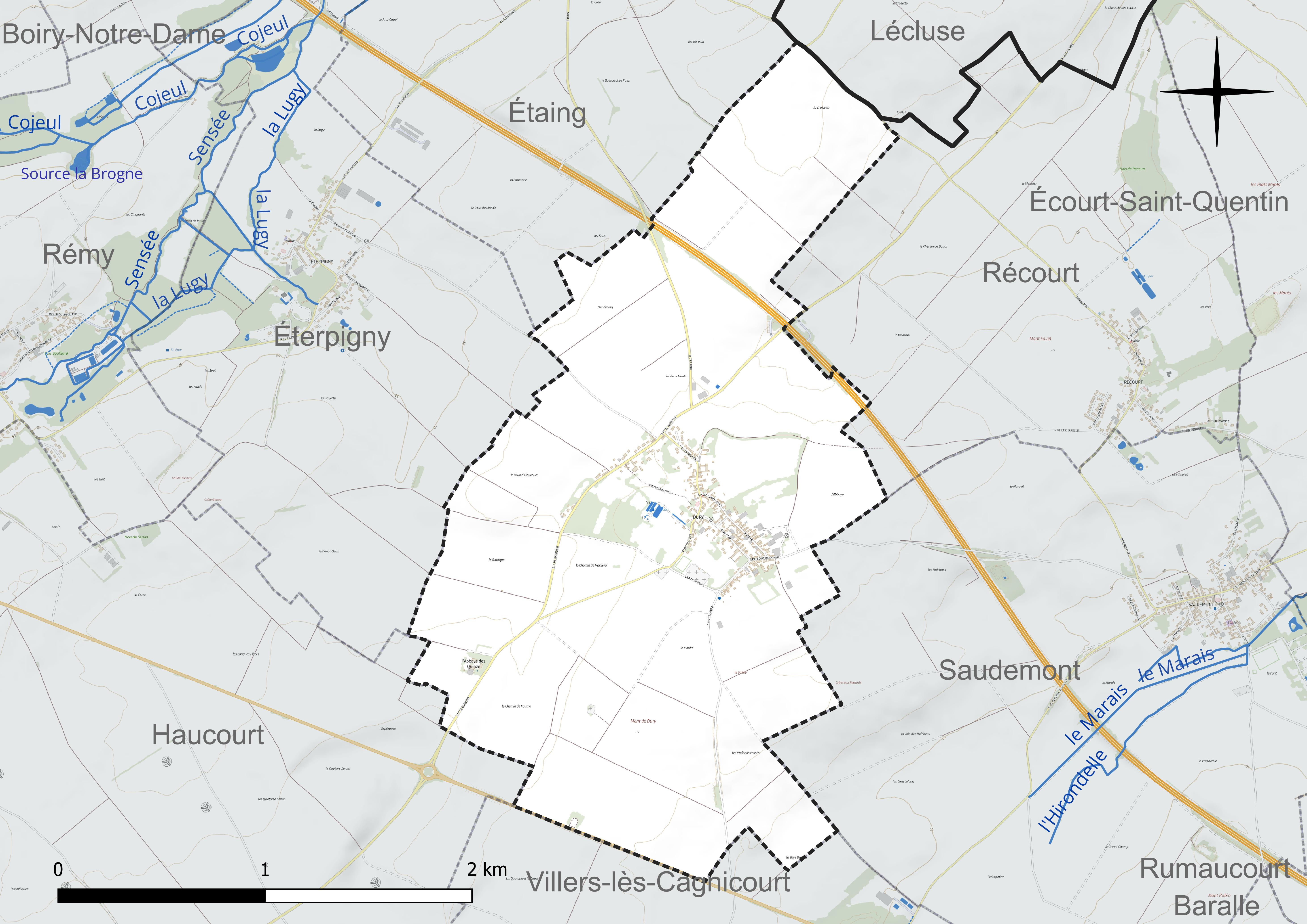
Réseau hydrographique de Dury.

### Climat
Pour des articles plus généraux, voir Climat des Hauts-de-France et Climat du Pas-de-Calais.
En 2010, le climat de la commune est de type climat océanique dégradé des plaines du Centre et du Nord, selon une étude du CNRS s'appuyant sur une série de données couvrant la période 1971-2000. En 2020, Météo-France publie une typologie des climats de la France métropolitaine dans laquelle la commune est exposée à un climat océanique et est dans la région climatique Nord-est du bassin Parisien, caractérisée par un ensoleillement médiocre, une pluviométrie moyenne régulièrement répartie au cours de l'année et un hiver froid (3 °C).
Pour la période 1971-2000, la température annuelle moyenne est de 10,3 °C, avec une amplitude thermique annuelle de 14,7 °C. Le cumul annuel moyen de précipitations est de 710 mm, avec 11,7 jours de précipitations en janvier et 8,9 jours en juillet. Pour la période 1991-2020, la température moyenne annuelle observée sur la station météorologique la plus proche, située sur la commune de Wancourt à 10 km à vol d'oiseau, est de 10,8 °C et le cumul annuel moyen de précipitations est de 711,4 mm,. Pour l'avenir, les paramètres climatiques de la commune estimés pour 2050 selon différents scénarios d'émission de gaz à effet de serre sont consultables sur un site dédié publié par Météo-France en novembre 2022.

### Milieux naturels et biodiversité

#### Espèces faunistiques et floristiques
Le site de l'Inventaire national du patrimoine naturel (INPN) recense 192 espèces faunistiques et floristiques sur le territoire de la commune dont 20 protégées et 12 menacées et quasi-menacées.

## Urbanisme

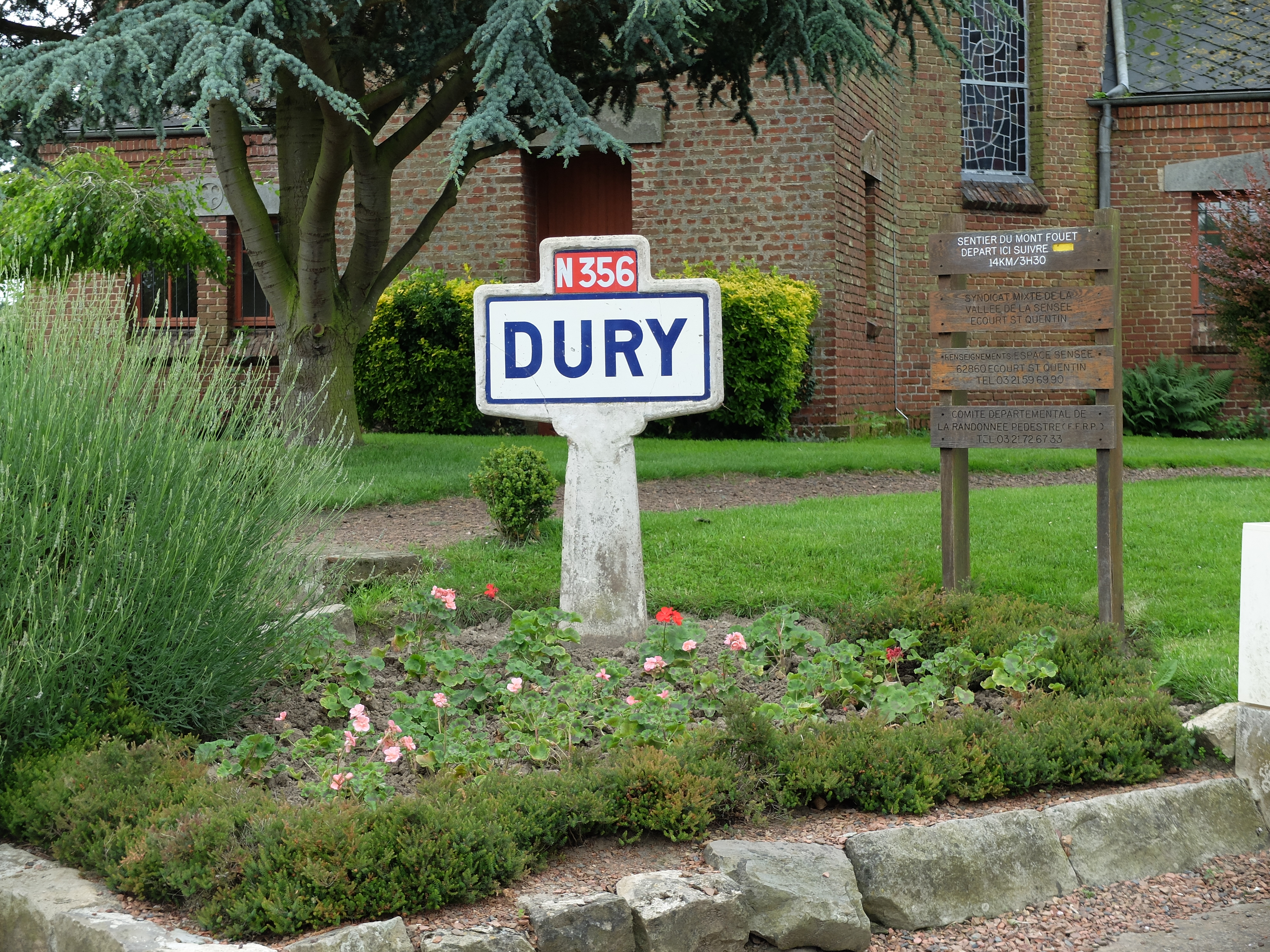
Un ancien panneau d'entrée de la commune.

### Typologie
Au 1er janvier 2024, Dury est catégorisée commune rurale à habitat dispersé, selon la nouvelle grille communale de densité à sept niveaux définie par l'Insee en 2022.
Elle est située hors unité urbaine. Par ailleurs la commune fait partie de l'aire d'attraction d'Arras, dont elle est une commune de la couronne,. Cette aire, qui regroupe 163 communes, est catégorisée dans les aires de 50 000 à moins de 200 000 habitants,.

### Occupation des sols
L'occupation des sols de la commune, telle qu'elle ressort de la base de données européenne d'occupation biophysique des sols Corine Land Cover (CLC), est marquée par l'importance des territoires agricoles (100 % en 2018), une proportion identique à celle de 1990 (100 %). La répartition détaillée en 2018 est la suivante : 
terres arables (89,7 %), zones agricoles hétérogènes (10,3 %). L'évolution de l'occupation des sols de la commune et de ses infrastructures peut être observée sur les différentes représentations cartographiques du territoire : la carte de Cassini (XVIIIe siècle), la carte d'état-major (1820-1866) et les cartes ou photos aériennes de l'IGN pour la période actuelle (1950 à aujourd'hui).

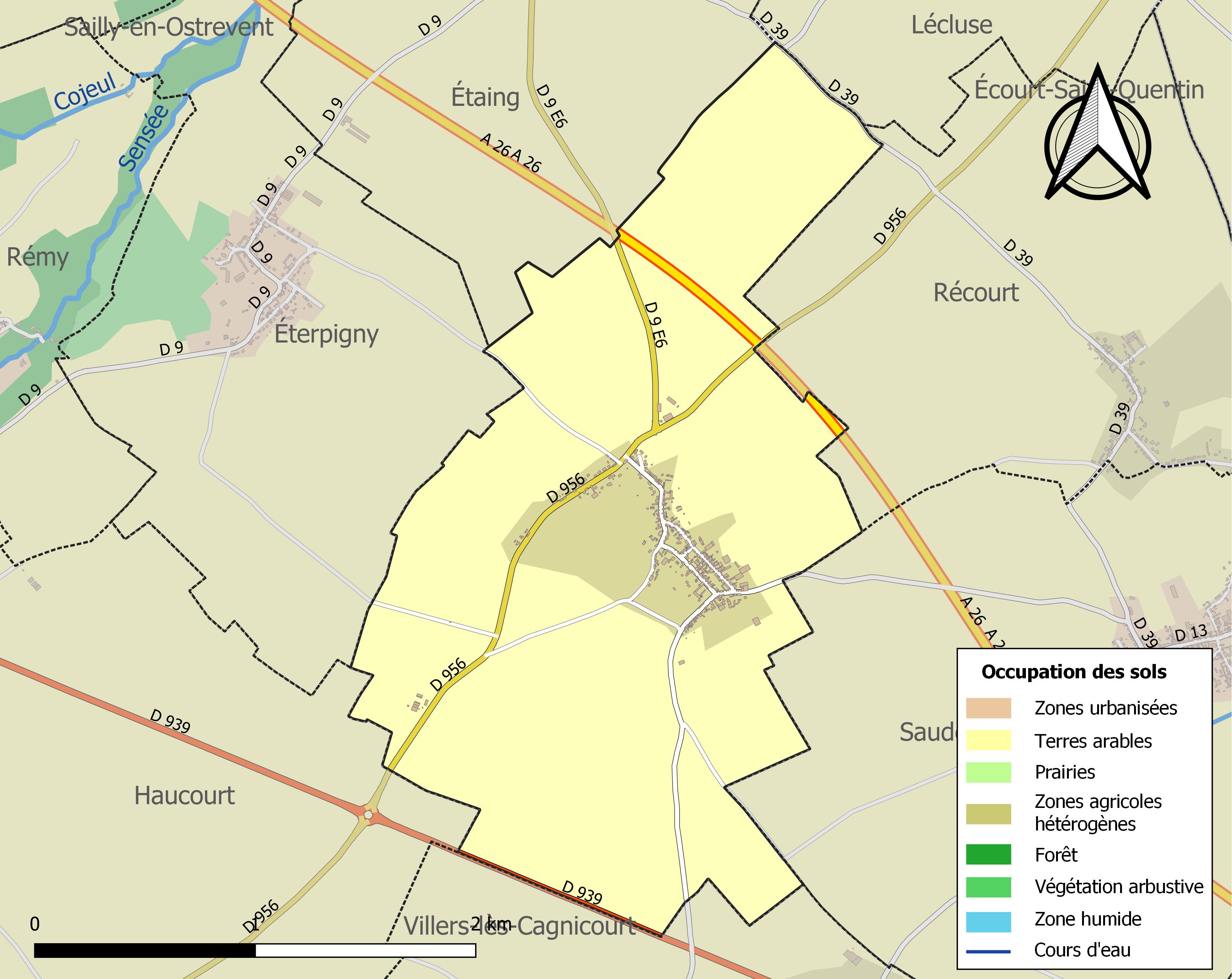
Carte des infrastructures et de l'occupation des sols de la commune en 2018 (CLC).

### Voies de communication et transports

#### Voies de communication
La commune est desservie par la route départementale D 956 et est limitrophe de la D 939 qui relie Cambrai et Le Touquet-Paris-Plage. Elle est située à 11 km, au nord-ouest, de la sortie no 8 de l'autoroute A 26, aussi appelée autoroute des Anglais, reliant Calais à Troyes et qui traverse le territoire de la commune.

#### Transport ferroviaire
La commune se trouve à 18 km, à l'est, de la gare d'Arras, située sur la ligne de Paris-Nord à Lille, desservie par des TGV inOui et des trains régionaux du réseau TER Hauts-de-France.

## Toponymie
Le nom de la localité est attesté sous les formes Durih en 1081 ; Duriæ en 1096 ; Dury en 1246 ; Duriis en 1279 ; Duri en 1296 ; Durith au XIIIe siècle ; Durry au XVIIIe siècle, Dury en 1793 ; Durry et Dury en 1801.
Dury est un nom de formation toponymique gauloise ou gallo-romaine, selon toute vraisemblance. Le suffixe -(i)acum « lieu de, propriété de » ayant abouti à la terminaison -y dans une grande partie du domaine d'oïl. Le premier élément Dur- représente le nom de personne gaulois Dūrius.
Remarque : les formes anciennes sont différentes de celles des autres Dury, identifiés par des formes anciennes du type Duriacum.

## Histoire

### Première Guerre mondiale
Durant la Première Guerre mondiale, le 26 août 1918, l'armée canadienne attaque l'armée allemande. Elle enfonce ses positions et le 2 septembre, elle perce la Ligne Quéant-Drocourt et avança jusqu'au canal du Nord.
La commune est décorée de la croix de guerre 1914-1918 par décret du 23 septembre 1920, distinction également attribuée à 276 autres communes du Pas-de-Calais.

## Politique et administration

### Découpage territorial
La commune se trouve dans l'arrondissement d'Arras du département du Pas-de-Calais, depuis 1801.

#### Commune et intercommunalités
La commune est membre de la communauté de communes Osartis Marquion.

#### Circonscriptions administratives
La commune est rattachée au canton de Brebières. Avant le redécoupage cantonal de 2014, elle était, depuis 1801, rattachée au canton de Vitry-en-Artois.

#### Circonscriptions électorales
Pour l'élection des députés, la commune fait partie de la première circonscription du Pas-de-Calais.

### Élections municipales et communautaires

#### Liste des maires

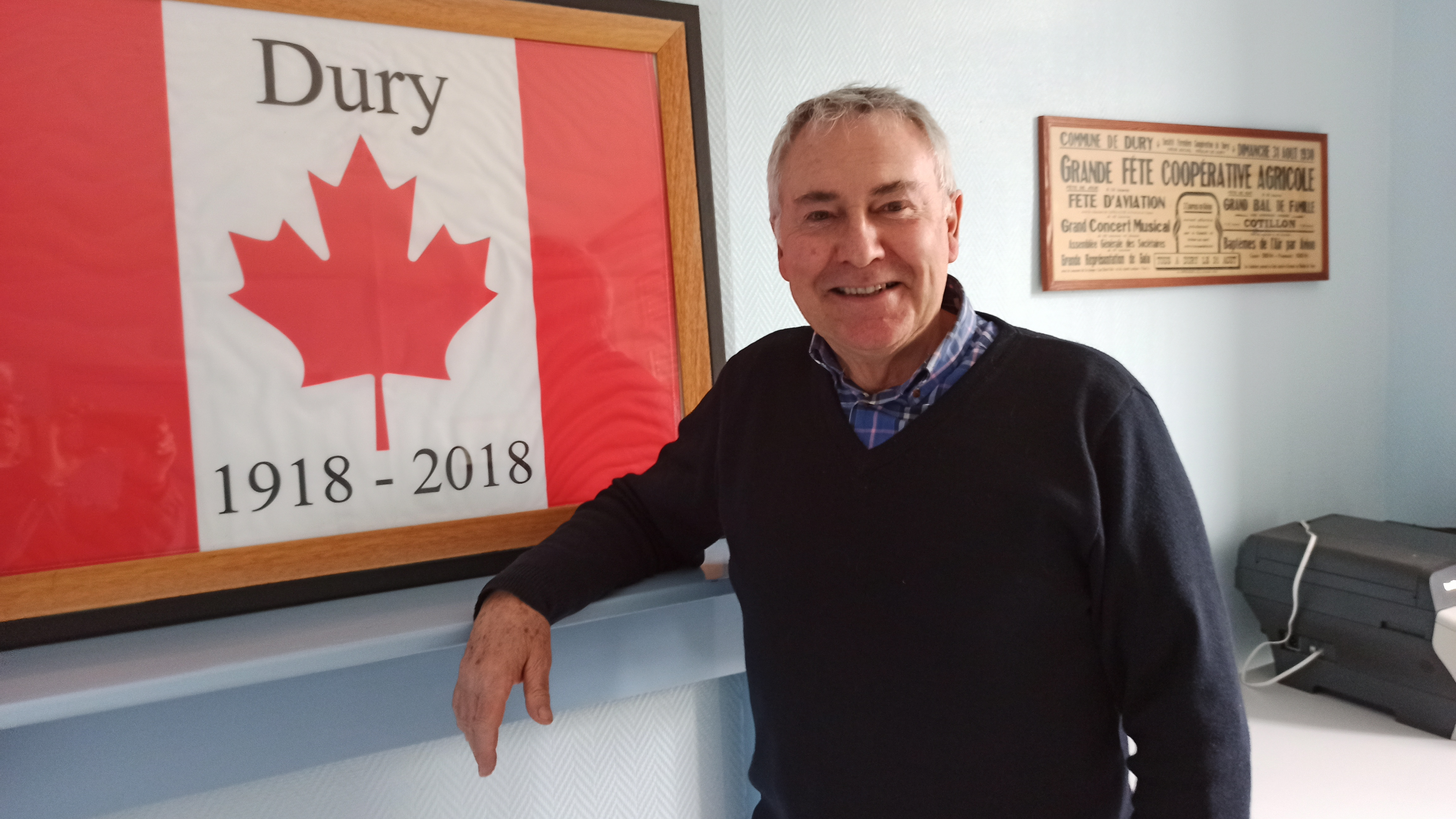
Marc Campbell - maire de Dury - Pas-de-Calais

| Période                                  | Période                       | Identité           | Étiquette | Qualité                                                     |
| ---------------------------------------- | ----------------------------- | ------------------ | --------- | ----------------------------------------------------------- |
| Les données manquantes sont à compléter. |                               |                    |           |                                                             |
| 1995                                     | 2014                          | M. Claude Bachelet |           |                                                             |
| 2014                                     | En cours (au 14 février 2022) | Marc Campbell      |           | Artisan en électro-ménager, Réélu pour le mandat 2020-2026, |

## Équipements et services publics

### Espaces publics
La commune fait partie des villages labellisés Village Patrimoine, qui œuvrent à mettre en avant leurs patrimoines matériels et/ou immatériels (historique, culturel, naturel, architectural, etc.).

### Justice, sécurité, secours et défense
La commune dépend du tribunal judiciaire d'Arras, du conseil de prud'hommes d'Arras, de la cour d'appel de Douai, du tribunal de commerce d'Arras, du tribunal administratif de Lille, de la cour administrative d'appel de Douai, du pôle nationalité du tribunal judiciaire d'Arras et du tribunal pour enfants d'Arras.

## Population et société

### Démographie
Les habitants sont appelés les Duriens.

#### Évolution démographique
L'évolution du nombre d'habitants est connue à travers les recensements de la population effectués dans la commune depuis 1793. Pour les communes de moins de 10 000 habitants, une enquête de recensement portant sur toute la population est réalisée tous les cinq ans, les populations de référence des années intermédiaires étant quant à elles estimées par interpolation ou extrapolation. Pour la commune, le premier recensement exhaustif entrant dans le cadre du nouveau dispositif a été réalisé en 2005.

En 2022, la commune comptait 306 habitants, en évolution de −11,05 % par rapport à 2016 (Pas-de-Calais : −0,72 %, France hors Mayotte : +2,11 %).
| 1793 | 1800 | 1806 | 1821 | 1831 | 1836 | 1841 | 1846 | 1851 |
| ---- | ---- | ---- | ---- | ---- | ---- | ---- | ---- | ---- |
| 490  | 526  | 588  | 577  | 589  | 570  | 551  | 532  | 585  |

| 1856 | 1861 | 1866 | 1872 | 1876 | 1881 | 1886 | 1891 | 1896 |
| ---- | ---- | ---- | ---- | ---- | ---- | ---- | ---- | ---- |
| 596  | 603  | 589  | 562  | 570  | 536  | 504  | 461  | 451  |

| 1901 | 1906 | 1911 | 1921 | 1926 | 1931 | 1936 | 1946 | 1954 |
| ---- | ---- | ---- | ---- | ---- | ---- | ---- | ---- | ---- |
| 432  | 435  | 405  | 338  | 375  | 378  | 373  | 354  | 348  |

| 1962 | 1968 | 1975 | 1982 | 1990 | 1999 | 2005 | 2006 | 2010 |
| ---- | ---- | ---- | ---- | ---- | ---- | ---- | ---- | ---- |
| 305  | 308  | 275  | 251  | 306  | 295  | 336  | 339  | 336  |

| 2015 | 2020 | 2022 | - | - | - | - | - | - |
| ---- | ---- | ---- | - | - | - | - | - | - |
| 341  | 318  | 306  | - | - | - | - | - | - |

#### Pyramide des âges
En 2018, le taux de personnes d'un âge inférieur à 30 ans s'élève à 31,1 %, soit en dessous de la moyenne départementale (36,7 %). À l'inverse, le taux de personnes d'âge supérieur à 60 ans est de 26,4 % la même année, alors qu'il est de 24,9 % au niveau départemental.
En 2018, la commune comptait 172 hommes pour 167 femmes, soit un taux de 50,74 % d'hommes, largement supérieur au taux départemental (48,5 %).
Les pyramides des âges de la commune et du département s'établissent comme suit.
| Hommes | Classe d’âge | Femmes |
| ------ | ------------ | ------ |
| 0,0    | 90 ou +      | 1,3    |
| 5,6    | 75-89 ans    | 6,4    |
| 21,1   | 60-74 ans    | 18,5   |
| 23,0   | 45-59 ans    | 19,7   |
| 19,9   | 30-44 ans    | 22,3   |
| 14,9   | 15-29 ans    | 15,3   |
| 15,5   | 0-14 ans     | 16,6   |

| Hommes | Classe d’âge | Femmes |
| ------ | ------------ | ------ |
| 0,5    | 90 ou +      | 1,6    |
| 5,6    | 75-89 ans    | 8,9    |
| 16,7   | 60-74 ans    | 18,1   |
| 20,2   | 45-59 ans    | 19,2   |
| 18,9   | 30-44 ans    | 18,1   |
| 18,2   | 15-29 ans    | 16,2   |
| 19,9   | 0-14 ans     | 17,9   |

## Culture locale et patrimoine

### Lieux et monuments
- L'église Saint-Martin.
- Le cimetière britannique situé en pleine campagne au sud du village.
- Le cimetière canadien de la Première Guerre mondiale situé Chemin de la Marlière.
- Le monument aux morts canadien de la Première Guerre mondiale.
- Le monument aux morts[38].

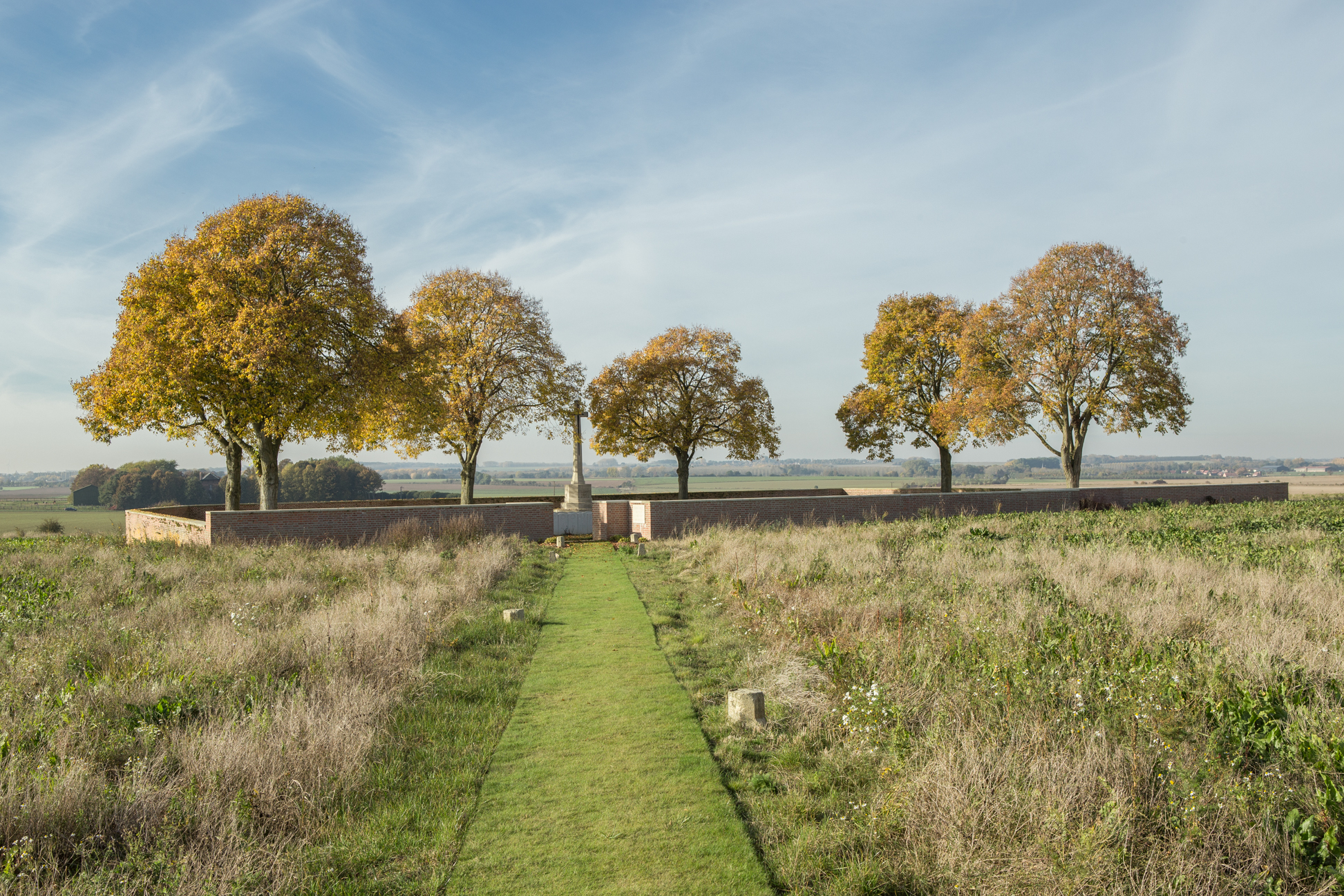
Le cimetière canadien
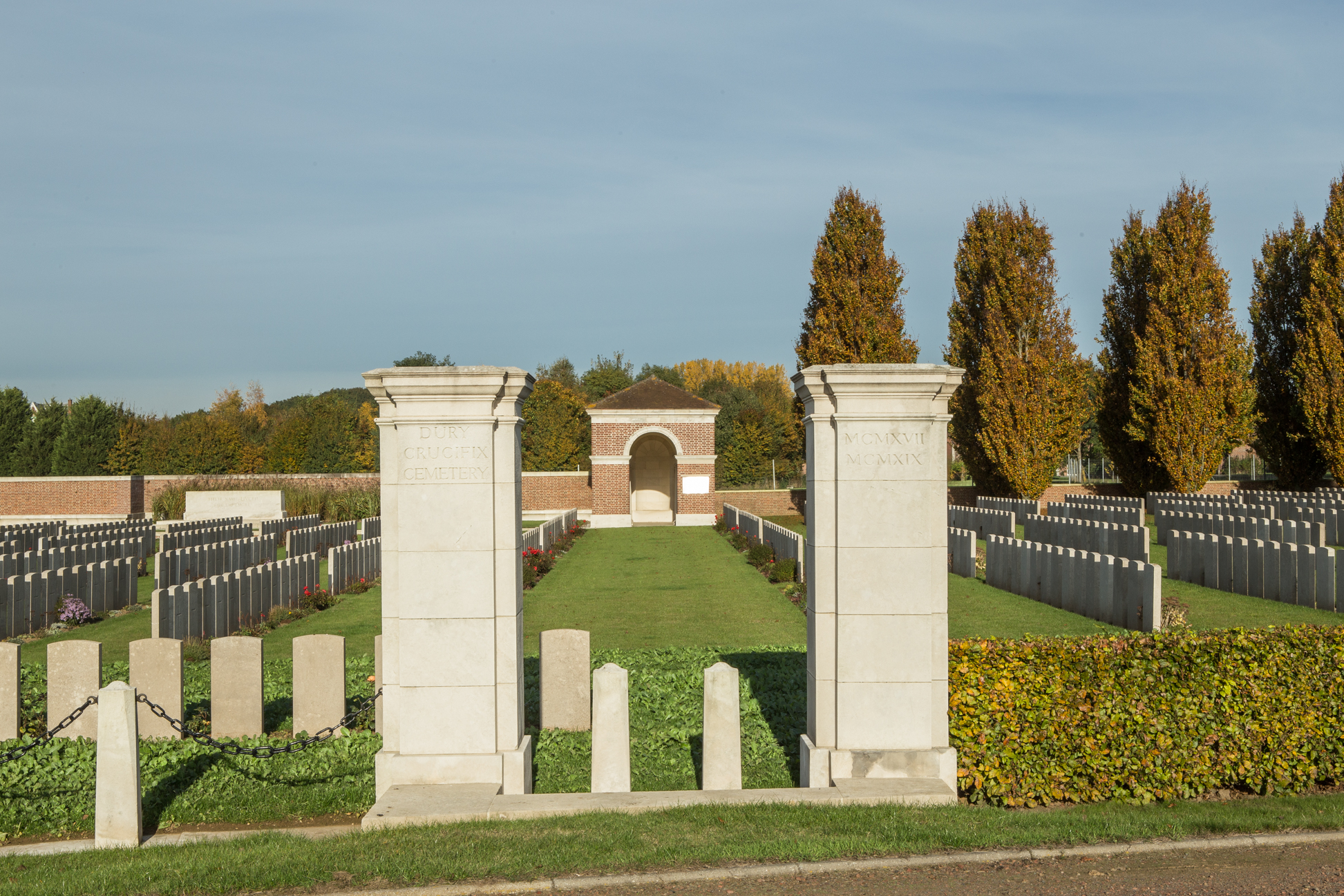
Le cimetière britannique
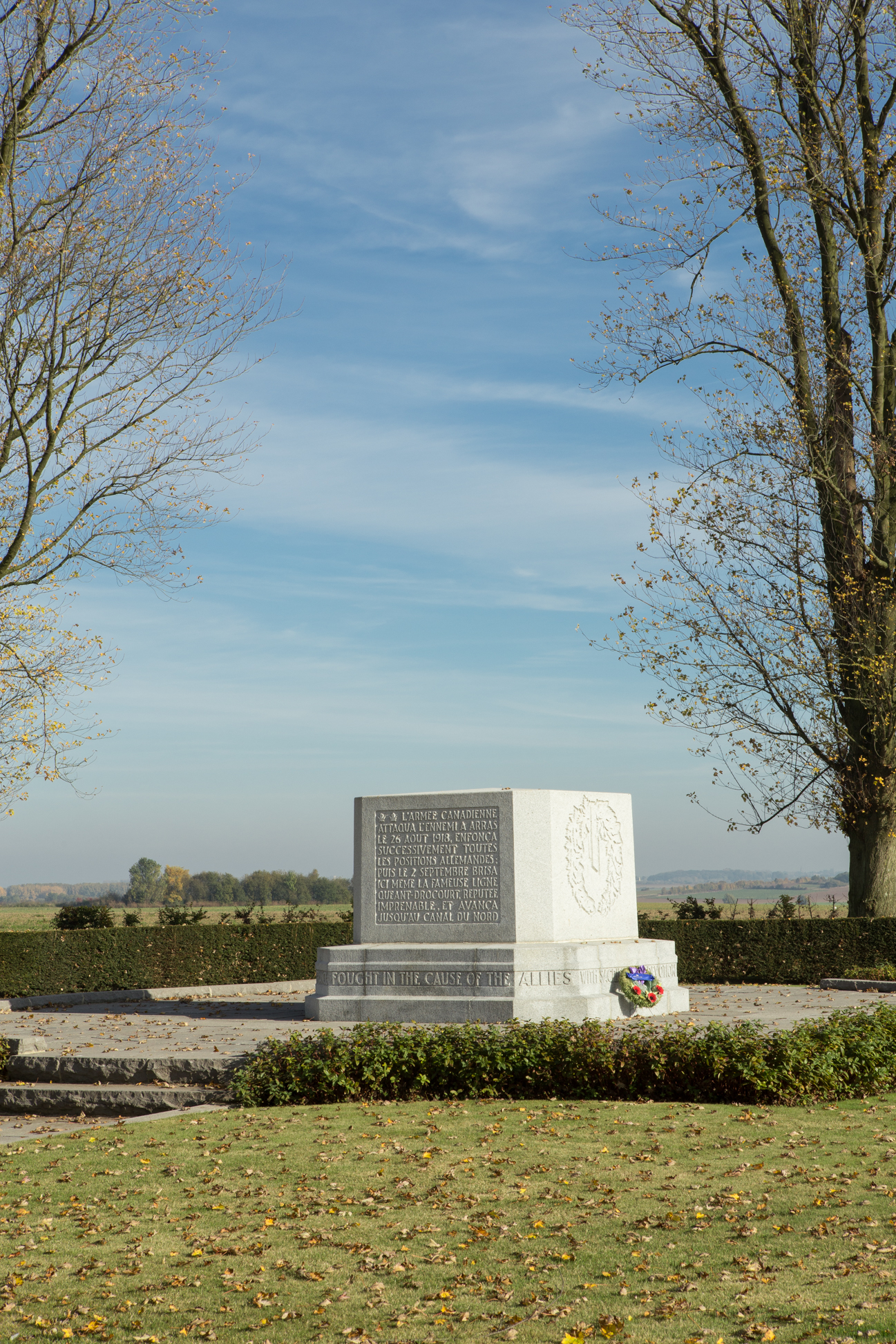
Le monument aux morts canadien.
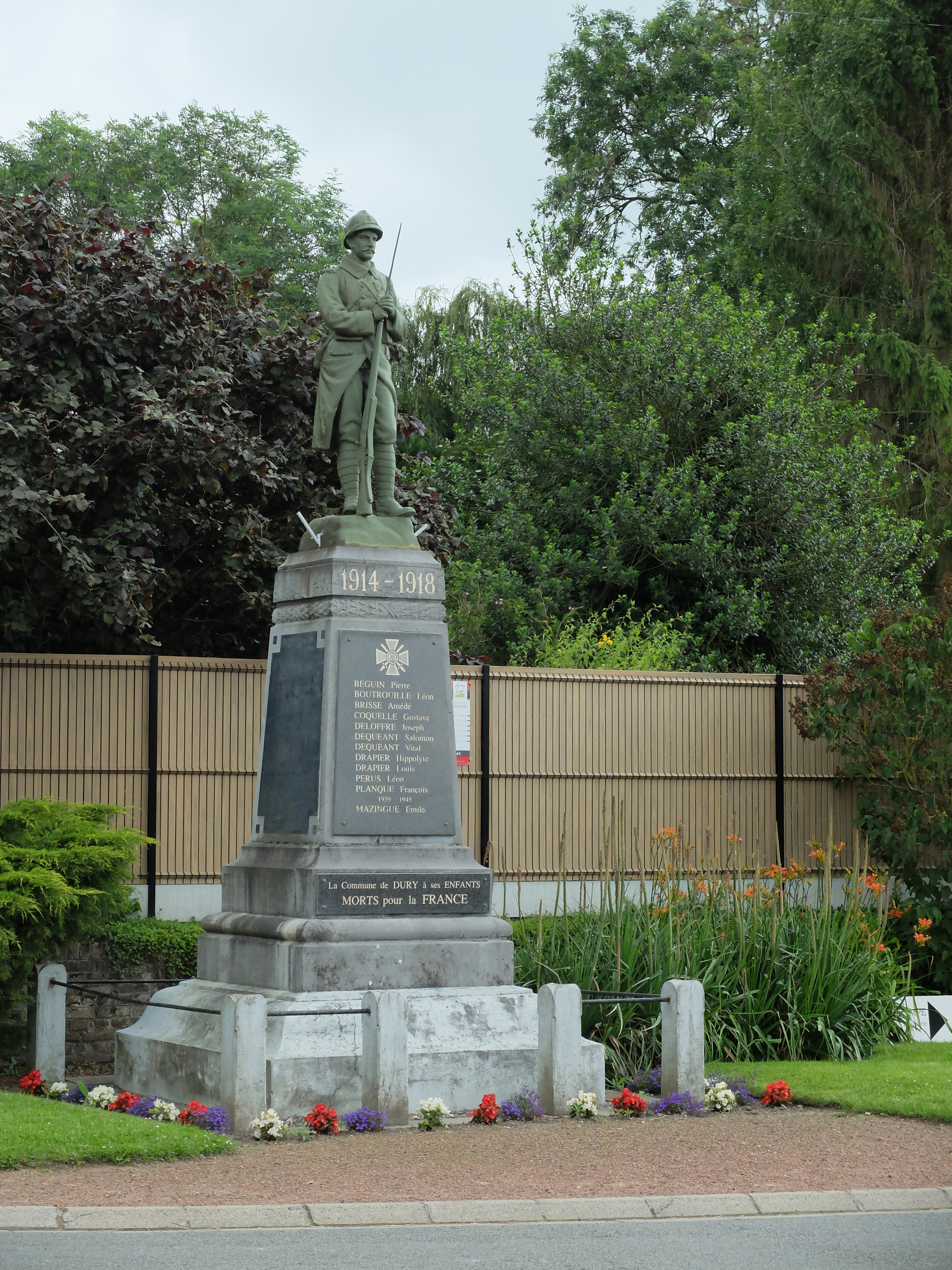
Le monument aux morts.

### Héraldique
| Blason de Dury | Blason  | D'or aux trois trèfles de sinople. Ornements extérieursCroix de guerre 1914-1918    |
| Blason de Dury | Détails | Armes de la famille De Pellicorne. Le statut officiel du blason reste à déterminer. |

## Pour approfondir